# ANOTHER WORLD (宝塚歌劇)
『ANOTHER WORLD』(アナザー・ワールド)は、宝塚歌劇団の落語ミュージカル作品。作・演出は谷正純。

## 概要
2018年4月27日から6月4日(新人公演は5月15日)に宝塚大劇場、同年6月22日から7月22日(新人公演は7月5日)に東京宝塚劇場にて、星組により上演。また、宝塚歌劇団104期生の初舞台公演でもある。

## スタッフ
作・演出：谷正純
作曲・編曲：𠮷崎憲治
編曲：植田浩徳
音楽指導：上垣聡
振付：山村友五郎
振付：尚すみれ
装置：新宮有紀
衣装監修：任田幾英
衣装：加藤真美
照明：勝柴次朗
音響：切江勝
小道具：増田恭兵
演技指導：立ともみ
歌唱指導：ちあきしん

## 主な配役
※「（　）」の人物は新人公演・配役
康次郎：紅ゆずる（天華えま）
お澄：綺咲愛里（星蘭ひとみ）
徳三郎：礼真琴（天飛華音）
閻魔大王：汝鳥伶（遥斗勇帆）
貧乏神：華形ひかる（夕陽真輝）
御登勢：万里柚美（澪乃桜季）
金兵衛：美稀千種（希沙薫）
喜六：七海ひろき（極美慎）
阿修羅：如月蓮（湊璃飛）
天女：白妙なつ（瑠璃花夏）
杢兵衛：天寿光希（碧海さりお）
艶冶：音波みのり（桜庭舞）
八五郎：大輝真琴（天翔さくら）
源頼光：輝咲玲央（隼玲央）
朴念：瀬稀ゆりと（音佳りま）
お仙：紫月音寧（桜里まお）
阿漕：夢妃杏瑠（有沙瞳）
小五郎：十碧れいや（夕渚りょう）
青鬼青太郎：麻央侑希（颯香凜）
右大臣・光明：漣レイラ（天希ほまれ）
一八：ひろ香祐（天路そら）
染次：紫りら（華雪りら）
赤鬼赤太郎：瀬央ゆりあ（蒼舞咲歩）
左大臣・善名：紫藤りゅう（朱紫令真）
蔦吉：白鳥ゆりや（七星美妃）
初音：有沙瞳（小桜ほのか）
菊奴：小桜ほのか（二條華）